# Natalie Zea
Pour les articles homonymes, voir Zea.
Natalie Zea, née le 17 mars 1975 à Harris County, Texas, est une actrice américaine.
Elle est connue pour son rôle de Gwen Hotchkiss dans la série de NBC Passions (2000-2002) et celui de Karen Darling dans la série diffusée sur ABC Dirty Sexy Money (2007-2009).

## Biographie

### Jeunesse
Natalie Zea est née dans le comté de Harris au Texas. Elle étudie à Monahans et est diplômée en 1993. Elle part pour New York et sort diplômée du American Musical and Dramatic Academy (en) en 1995.

### Carrière
De 2010 à 2015, Natalie Zea apparait dans l'acclamé polar Justified de la chaine FX, dans lequel elle joue le personnage de Winona Hawkins, l'ancienne femme de l'US député marshal Raylan Givens (en) incarné par Timothy Olyphant,.
En 2023, elle reprend huit ans plus tard son rôle de Winona Hawkins dans le dernier épisode de la série Justified: City Primeval.

### Vie privée
Depuis juin 2003, Natalie est la compagne de l'acteur, Travis Schuldt - rencontré sur le tournage du feuilleton télévisé Passions. Après s'être fiancés en juin 2013, ils se sont mariés le 16 juillet 2014 dans leur résidence privée à Hawaï. En juin 2015, ils ont annoncé qu'ils attendent leur premier enfant. Le 25 octobre elle donne naissance à une petite fille prénommée Reygan.

## Filmographie
Sauf indication contraire, les informations mentionnées dans cette section peuvent être confirmées par la base de données cinématographiques IMDb,  présente dans la section « Liens externes ».

### Cinéma
- 1995 : Boys Don't Cry (court métrage) de Kimberly Peirce : Lana Tisdel
- 1999 : Macbeth in Manhattan de Greg Lombardo : Samantha
- 1999 : Lucid Days in Hell de John Brenkus : Naomi
- 2007 : From a Place of Darkness de Douglas A. Raine : Brenda
- 2010 : Very Bad Cops d’Adam McKay : Christinith
- 2011 : InSight de Richard Gabai : Kaitlyn
- 2013 : Sweet Talk de Terri Hanaueur : Delilah
- 2015 : Too Late de Dennis Hauck : Mary Mahler
- 2017 : La demoiselle grise (en) de John Shea : Melissa Reynolds

### Télévision

#### Téléfilms
- 2012 : Chasse à l'homme (Burden of Evil) de Michel Monty : Caitlyn Conner
- 2014 : Members Only (en) de R.J. Cutler : Mickey Holmes-Harris

#### Séries télévisées
- 2000 : D.C. : [Qui ?] (saison 1, épisode 4)
- 2000-2002 : Passions : Gwen Hotchkiss (221 épisodes)
- 2001 : Les Experts : Needra Fenway (saison 1, épisode 19)
- 2002 : MDs (en) : un fantôme (saison 1, épisode 6)
- 2004 : The Shield : Lauren Riley (5 épisodes)
- 2005 : Mon oncle Charlie : Colleen (saison 3, épisode 5)
- 2005-2007 : Eyes : Thrish Agermeyer (12 épisodes)
- 2006 : Freddie : Sally (saison 1, épisode 19)
- 2006 : FBI : Portés disparus : Jennifer Nichols (saison 4, épisode 24)
- 2006 : Just Legal : [Qui ?] (saison 1, épisode 6)
- 2007-2009 : Dirty Sexy Money : Karen Darling  (23 épisodes)
- 2009 : Hung : Jemma  (saison 1, 4 épisodes)
- 2009 : Médium : Sophie Cullen  (saison 6, épisode 1)
- 2010 : The Defenders : Meredith Kramer  (6 épisodes)
- 2010 : Los Angeles, police judiciaire : Sarah Goodwin (saison 1, épisode 6)
- 2010-2015 : Justified : Winona Hawkins (49 épisodes)
- 2011 : Franklin and Bash : Isabella Kaplowitz (saison 1, épisode 2)
- 2011 : Royal Pains : Judy Windland (saison 3, épisode 1)
- 2011 : Person of Interest : Diane Hansen (saison 1, épisode 1)
- 2012-2013 : Californication : Carrie (saisons 5 et 6, 4 épisodes)
- 2013-2014 : The Following : Claire Matthews (23 épisodes)
- 2013 : Under the Dome : Maxine Seagrave (saison 1, 3 épisodes)
- 2014 : The Rebels : Julie Levine (saison 1, épisode 1)
- 2016-2019 : The Detour : Robin (46 épisodes)
- 2017 : White Famous : Amy Von Getz (4 épisodes)
- 2020 : 9-1-1: Lone Star : Zoé (saison 1, 2 épisodes)
- 2020-2021 : The Unicorn (en) : Shannon (9 épisodes)
- depuis 2021 : La Brea : Eve Harris (24 épisodes -  en cours)
- 2023 : Justified: City Primeval : Winona Hawkins (épisode 8)
- 2024 : Chicago Med : Jackie Nelson

## Voix francophones
En version française, Natalie Zea est doublée par Céline Monsarrat entre 2004 à 2009 dans The Shield, Mon oncle Charlie, FBI : Portés disparus et Hung, ainsi que par Florence Dumortier entre 2007 et 2010 dans Dirty Sexy Money, Los Angeles, police judiciaire et Very Bad Cops.
Au cours des années 2010, l'actrice est principalement doublée par Amandine Pommier, cette dernière étant sa voix dans Justified, The Defenders, Californication, Under the Dome, La demoiselle grise (en) et Plus rien à f***. À titre exceptionnel, Véronique Desmadryl lui prête sa voix dans le téléfilm Chasse à l'homme et Rafaèle Moutier dans La Brea.